# 沃斯伯格 (犹他州)
沃斯伯格（英文：Wallsburg），是美国犹他州沃萨奇县下属的一座城市。建市于 1861年，面积大约为0.52平方英里（1.3平方公里），海拔约为5,676英尺（1,730米）。根据2010年美国人口普查，该市有人口250人。